# Riachuelo (S-40)
Pour les articles homonymes, voir Riachuelo (sous-marin).
Le Riachuelo (pennant number : S-40) est un sous-marin de la marine brésilienne, navire de tête de la classe Riachuelo, dérivée de la classe Scorpène. Le Riachuelo a été construit au Brésil. Il se trouve actuellement en période de tests dans la marine brésilienne.

## Conception
Les navires de la classe Riachuelo ont une longueur, un tonnage et une capacité d’emport plus élevés que les navires français d’origine. La version brésilienne fait 71,62 mètres de long et 1 870 tonnes de déplacement en surface, soit davantage que les 66,4 mètres et 1 717 tonnes des Scorpène.

## Engagements
La livraison du S-40 était initialement prévue par la marine brésilienne pour l’année 2015, mais après quelques reports, le navire a été lancé en décembre 2018, afin de commencer sa phase de tests d’acceptation, d’une durée de deux ans pour le navire lui-même, et six mois de tests supplémentaires pour les systèmes de combat, avec sa mise en service opérationnel dans la Force sous-marine, prévue pour la mi-2021,.
La première étape de construction de ce sous-marin a eu lieu en France, au siège de DCNS, avec la découpe des premières tôles d’acier. Le transfert de technologie des techniciens français aux Brésiliens a commencé alors. Le 16 juillet 2011, d’autres parties de tôles ont été découpées au Brésil. Par la suite, les structures appelées « grottes », qui renforcent la coque et les parties intérieures, ont été fabriquées. Au milieu de 2013, des parties internes fabriquées en France sont arrivées au Brésil, puis intégrées. En septembre 2015, la première étape de construction a été achevée avec la livraison de la dernière section de coque résistante.
Sa cérémonie de lancement a eu lieu à Itaguaí, le 14 décembre 2018, en présence de plusieurs autorités.
Les autres navires de la classe Riachuelo sont le Humaitá (S-41), le Tonelero (S-42) et le Angostura (S-43).

## Nom
Le Riachuelo est le septième navire de la marine brésilienne à recevoir ce nom, en hommage à la bataille navale de Riachuelo, survenue en 1865, durant la guerre de la Triple-Alliance. Il est le troisième sous-marin, après les :
- Riachuelo (S-15), un sous-marin de classe Gato utilisé pendant la Seconde Guerre mondiale par la marine des États-Unis, avant d’être incorporé à la marine brésilienne (1943 - 1968).
- Riachuelo (S22), un sous-marin de classe Oberon, devenu un navire musée (1977 - 1997).

## Sous-marin nucléaire
La classe Riachuelo a été développé comme une phase intermédiaire pour la préparation du Álvaro Alberto (SN-10), le premier sous-marin à propulsion nucléaire de l’hémisphère sud, technologie désormais maîtrisée par la marine du Brésil. Elle sera la septième marine mondiale à mettre en œuvre ce type de navire.